# Legyező

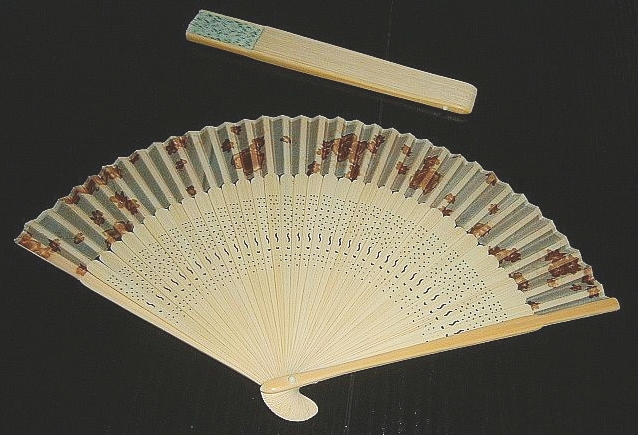
Összecsukható japán legyező

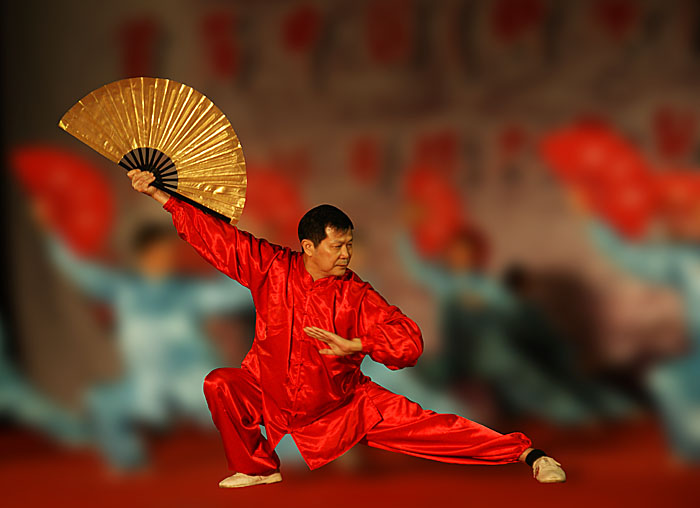
Legyező kungfubemutatón

A legyező ősi időtől fogva elterjedt eszköz, mely hűsítés vagy tűz élesztése céljából légáramlatot idézünk elő, rovarokat, különösen legyeket kergetünk, végül a nap sugarai ellen védekezünk.

## Története
Legkezdetlegesebb alakja a tollból, szőrből, vagy növényi rostokból, s effélékből összekötözött és nyélhez erősített pemet, mely bozontos állati farkhoz hasonlít. Egyiptomi és perzsa festményeken olyanok is fordulnak elő, melyek lekunkorodó végű egy szál hosszú tollból állanak és melyek csakis a rovarok elleni védekezésre szolgáltak. A középkorban flabellum vagy ripidion nevezetű legyezővel űzték el a legyeket az Úr asztalán levő kenyérről és borról. További kezdetleges alak a levél, mely pl. a pálmalevél össze nem hajtható lapjából és annak szárából áll. A levélnek lapját szalma, kelme, vagy papír helyettesítheti.
Az ókori népeknél, s egyiptomiaknál a lótusz leveléből, nemkülönben virágából és a pálma leveléből készített legyező általános volt. A görög és római nők részint ilyen, részint tollakból készült legyezőt használtak. A kínaiak és a japánok régi időtől fogva festett papírból készítik levélalakú legyezőiket, a papírt gyakran bambusznádból való bordákra feszítik. A kerékalakú legyező körben kifeszített selyemből vagy pergamentből, vagy pedig sugarakként elrendezett tollakból, s efféléből való. Ilyen a görögkeleti egyházban a szeráf fejéből kinövő hat szárny (hexapterigenes). Minthogy a kelmét, hogy kerek alakot öltsön, hajtékokba kellett szedni, a kerekalakúból keletkezett az összehajtható legyező. Theodolinda longobard királynénak (6. század) összehajtható legyezője volt.
A középkorban leginkább tollakból készített, levélalakú, össze nem hajtható legyező dívott. Az összehajtható legyező Európában a 16. században kínai hatás alatt vált általánosabbá; keskeny és vékony küllőik elefántcsontból, teknősbékából, szaruból vagy fából vannak.
A 17. századtól kezdve Európa művelt népei rendkívüli fényt űznek a legyezővel, nemcsak drága anyagból állítják elő, arannyal áttört művű díszítményekkel, sőt remek festészeti ábrázolásokkal díszítik; vannak olyanok is, melyeket üveg alatt őriznek és soha nem használják. A fényűzési legyezők készítése Párizsnak úgyszólván kiváltsága volt.
A 19. század végén Párizsban ezer, Oise megyében háromezer férfi és nő háziiparilag űzte a legyező készítését. Az évenként előállított legyezők értéke 10 millió frank volt, ebből az anyag értéke 2-3 millió; Franciaország évenként 2 millió értékűt fogyasztott, 8 millió értékű volt a kivitel. Spanyolországban is foglalkoztak legyezőkészítéssel; a termelés egy részét Dél-Amerika és Havanna fogyasztotta. Olaszországban a helyi fogyasztás számára készültek legyezők. Bécsben szép fejlettséget ért el e használati tárgy előállítása. Az európai országok azonban a munkabér magasságánál fogva nem bírtak versenyezni a kínai és japáni termékek olcsóságával.

## Legyezőnyelv
Mivel az európai társasági szokásrendszerben nem volt megengedett az ifjú hölgyek és gavallérok közvetlen érintkezése, az udvarlás szigorú szabályok szerint, közvetítők bevonásával folyt (többnyire "erénycsősz" idősebb női rokon, vagy hivatásos házasságközvetítő révén). Az írásos levelezést sem nézték jó szemmel, így a fiatalság körében többféle alternatív kommunikációs gyakorlat alakult ki. A színnyelv, virágnyelv, kesztyűnyelv stb. sorában az egyik legelterjedtebb és legkifinomultabb a legyezőnyelv. A tárgy állapotától és helyzetétől (milyen mértékben van becsukva, elfordítva), a hölgy test- és kéztartásától, a megérintett testrésztől (fül, nyak, ajak stb.) függően mást és mást fejezett ki. Mindez a szemezésen és arcjátékon túl igen nagy mértékben kiterjesztette a flörtölés lehetőségeit.
Elsajátítása sok időt vett igénybe, azonban a gyakorlott "legyezkedők" akár hosszabb párbeszédeket is folytathattak, kérdéseket tehettek föl (elsősorban a szerelem témakörében) a bálokon, társas összejöveteleken egymásnak – szavak nélkül, nagyobb távolságból. Természetesen mindennek előfeltétele volt, hogy az ifjurak is értsék a jelzéseket, ill. gesztusaikkal, ruhakiegészítőikkel tudjanak válaszolni.
A 19. század végétől eme titkos nyelvezetekről kiadványok is jelentek meg Magyarországon.